# Sol Campbell
Sol Campbell (* 18. September 1974 in Newham, London; eigentlich Sulzeer Jeremiah Campbell) ist ein ehemaliger englischer Fußballspieler und jetziger -trainer. Der athletische Innenverteidiger und 73-fache englische Nationalspieler war 14 Jahre bei den Londoner Erstligisten Tottenham Hotspur und FC Arsenal aktiv und stand bis Mai 2011 bei Newcastle United unter Vertrag. Im November 2018 übernahm er als Trainer des abstiegsgefährdeten Viertligisten Macclesfield Town erstmals einen Cheftrainerposten.

## Karriere

### Jugendzeit (bis 1992)
Campbell wurde im Osten Londons geboren. Er wuchs mit elf Geschwistern auf und war der jüngste von neun Söhnen. Die aus Jamaika stammenden Eltern Sewell und Wilhelmina Campbell waren „einfache Arbeiter“ und achteten streng darauf, dass der junge Sulzeer Jeremiah in der rauen Nachbarschaft nicht auf die schiefe Bahn geriet. Der räumlichen Enge im eigenen Haus entkam dieser, indem er sich als Straßenfußballer austobte.
Auch im Schulfußball zeigte er sich an der Lister Community School in Plaistow talentiert und neben Auftritten für Rippleway Newham stand er an der Seite von David Beckham in einer Auswahl der Grafschaft Essex. Obwohl er kurz mit West Ham United in Verbindung gebracht wurde, war es schließlich Tottenham Hotspur, das ihn in die Jugendabteilung aufnahm. Die „Spurs“ schickten ihn umgehend zur weiteren Ausbildung in die damalige nationale Jugendakademie des englischen Fußballverbands (FA) nach Lilleshall. Dort lernte Campbell auch den damaligen Tischtennisspieler Sky Andrew kennen, der zum engen Freund und später zu seinem Agenten wurde.

### Tottenham Hotspur (1992–2001)
Sein Profidebüt gab Campbell am 5. Dezember 1992. Gegen den FC Chelsea schoss er als Stürmer nach seiner Einwechslung den Anschlusstreffer in der 88. Minute zum 1:2-Endstand. Weitere Einsätze folgten in der Saison 1992/93 zunächst keine mehr, bevor er in der anschließenden Spielzeit 1993/94 mit 40 Pflichtspielen zum festen Bestandteil bei den „Spurs“ wurde. Seine Position war zunächst mehr im Mittelfeld zu finden, aber recht bald war erkennbar, dass er sich mit einer hohen physischen Präsenz und guten Zweikampfstatistik ebenso für das Abwehrzentrum eignen würde. Obwohl er im Laufe der Zeit immer häufiger den altgedienten und zunehmend verletzungsanfälligen Gary Mabbutt in der Innenverteidigung vertrat, übernahm er die Stammposition erst endgültig nach dessen Rücktritt im Jahr 1998. Stattdessen betätigte er sich zur Mitte der 1990er-Jahre als Defensivallrounder. Nicht selten waren Einsätze als Außenverteidiger und mit Hilfe seiner Schnelligkeit und der kraftvollen Offensivvorstöße verstärkte er die Angriffsbemühungen über die Seiten.
Mittlerweile zum Mannschaftskapitän befördert, führte Campbell sein Team im Jahr 1999 nach einem 1:0 im Finale gegen Leicester City zum Sieg im Ligapokal. Weitere zählbare sportlichen Erfolge blieben aber aus. Die Trainer wechselten häufig und in der Premier League schnitt Campbell, der mittlerweile auch in der englischen Nationalmannschaft eine feste Größe geworden war, mit den Spurs eine Saison nie besser als auf einem siebten Platz ab und so blieben ihm die von ihm ersehnten Europapokalspiele versagt. So überraschte es wenig, dass Campbell den zum Ende der Saison 2000/01 auslaufenden Vertrag zum Anlass für einen Vereinswechsel nahm. Als enttäuschend empfanden die Spurs-Anhänger jedoch zum einen den vorausgegangenen Transferpoker um einen neuen Vertrag, an dessen Ende die ehemalige „Identifikationsfigur“ den bestdotierten Kontrakt in der Geschichte von Tottenham ablehnte, und zum anderen die Tatsache, dass es ihn als einem der besten englischen Spieler zu dieser Zeit ablösefrei ausgerechnet zum Nordlondoner Lokalrivalen FC Arsenal zog. In knapp neun Profijahren hatte Campbell für die Spurs 255 Ligapartien bestritten und dabei zehn Tore geschossen. Noch Jahre später musste er Schmährufe von Spurs-Fans über sich ergehen lassen, die neben den allgegenwärtigen „Judas“-Bezichtigungen auch schwere homophobe Beleidigungen beinhalteten.

### FC Arsenal (2001–2006)
Campbell fand auch bei Arsenal auf Anhieb gut im Abwehrverbund zurecht und gemeinsam mit dem erfahrenen Tony Adams bildete er die Innenverteidigung, die als entscheidendes Plus für den Gewinn des „Doubles“ aus englischer Meisterschaft und FA Cup im Jahr 2002 galt. Besondere Nervenstärke hatte er bei seiner Rückkehr an die White Hart Lane gezeigt und dem Druck mit einer souveränen Abwehrleistung standgehalten.
Nach weiter stabilen Darbietungen bei der Weltmeisterschaft 2002 knüpfte Campbell bei den „Gunners“ an die Erfolge der Vorsaison an. Der englische Pokaltitel konnte verteidigt werden, wobei Campbell selbst aber im Endspiel aufgrund einer Sperre fehlte. Adams hatte zwischenzeitlich seine aktive Laufbahn beendet und spätestens ab der Saison 2003/04 fand sich mit dem jungen Kolo Touré perspektivisch ein geeigneter Nachfolger. Die Arsenal-Abwehr kassierte in der Premier League nur 26 Gegentore, gewann ungeschlagen die englische Meisterschaft und Campbell absolvierte insgesamt 49 Pflichtspiele.
Dieses hohe sportliche Niveau konnte Campbell nach 2004 nicht mehr halten. Immer häufiger gesellten sich schwächere Leistungen und Verletzungsprobleme hinzu. Beim FA-Cup-Endspiel 2005 gegen Manchester United saß er nur auf der Ersatzbank, wodurch er keinen Beitrag zum Sieg nach Elfmeterschießen leistete. Als er am 1. Februar 2006 zur Halbzeit in der Partie gegen West Ham United von Trainer Arsène Wenger ausgewechselt wurde, verschwand er spurlos und kehrte erst fünf Tage später zum Training zurück. Die seltenen sportlichen Höhepunkte fanden während der Saison 2005/06 in der Champions League statt, als er zunächst im Halbfinalrückspiel beim FC Villarreal das 0:0 hielt und im Endspiel gegen den FC Barcelona den Freistoß von Thierry Henry zum 1:0-Führungstreffer (Endstand: 1:2) einköpfte. Der Auftritt im renommiertesten europäischen Vereinswettbewerb war gleichzeitig Campbells letztes Pflichtspiel für Arsenal, bevor er auf der Suche nach einer neuen Herausforderung an der Südküste Englands beim FC Portsmouth fündig wurde.

### FC Portsmouth (2006–2009)
Im August 2006 unterzeichnete Campbell bei dem „Pompey“ genannten Klub aus Portsmouth einen Zweijahresvertrag, der später bis zum Ende der Saison 2008/09 verlängert wurde. Kritiker, die ihn bereits im späten Karriereherbst bei einem wenig ambitionierten Verein wähnten, widerlegte er schnell und neben zwei guten Premer-League-Endplatzierungen in den Jahren 2007 (neunter Rang) und 2008 (achter Rang) führte er seine neue Mannschaft im zweiten Jahr zum FA-Cup-Sieg. Beim 1:0 bildete er im Finale gegen Cardiff City gemeinsam mit dem Franzosen Sylvain Distin die Innenverteidigung.
Nach einem weiteren Jahr verließ er Portsmouth im Juli 2009 wieder. Sein Vertrag war ausgelaufen und über eine Vertragsverlängerung war keine Übereinkunft erzielt worden. Während der folgenden Spielzeit 2009/10 dramatisierten sich die Finanzprobleme beim FC Portsmouth und Campbell klagte wegen noch ausstehender Gehaltszahlungen und widerrechtlich genutzter Bildrechte in Gesamthöhe von fast zwei Millionen Pfund.

### Kurzengagements: Notts County und Arsenal, die Zweite (2009–2010)
Überraschend unterzeichnete Campbell am 25. August 2009 beim viertklassigen englischen Traditionsklub Notts County einen Vertrag bis zum Ende der Saison 2013/14. Das Experiment bei dem Klub, der Englands Ex-Nationaltrainer Sven-Göran Eriksson als Sportdirektor hatte gewinnen können, entwickelte sich schnell zu einem Missverständnis. Campbell lief nur einmal auf und kehrte nach einer Zeit ohne Verein überraschend in der Wintertransferperiode im Januar 2010 zum FC Arsenal zurück. Dort diente er bis zum Ende der Saison 2009/10 als Ersatzmann für Thomas Vermaelen und William Gallas und kam neben den elf Premier-League-Einsätzen zu einem kurzen Comeback in der Champions League, als er jeweils 90 Minuten gegen den FC Porto absolvierte und bei der 1:2-Hinspielniederlage das Tor für Arsenal schoss.

### Newcastle United (2010–2011)
Am 28. Juli 2010 unterschrieb er einen Einjahresvertrag beim Erstligakonkurrenten und Aufsteiger Newcastle United. Für die „Magpies“ absolvierte Campbell in der Saison 2010/11 jedoch nur acht Pflichtspiele und im Mai 2011 verließ er den Klub bereits wieder. Ein Jahr später beendete er seine aktive Fußballkarriere.

## Englische Nationalmannschaft
Campbell bestritt sein erstes Länderspiel am 18. Mai 1996 gegen Ungarn als Einwechselspieler und wurde für die Europameisterschaft in England nominiert. Im zweiten Vorrundenspiel gegen die Auswahl Schottlands kam der Verteidiger in der 84. Minute zu seinem einzigen Einsatz während des Turniers, als ihn Trainer Terry Venables gegen Jamie Redknapp tauschte. In den Folgejahren zeigte Campbell konstantere und verbesserte Leistungen im Verein und wurde regelmäßig in die englische Fußballnationalmannschaft einberufen. Im Laufe der Zeit wurde er immer stärker und so durfte er noch öfter für England auflaufen, auch bei der Weltmeisterschaft 1998 in Frankreich und der Euro 2000 in den Niederlanden und Belgien. Sein erstes Länderspieltor erzielte er jedoch erst 2002 bei der WM in Japan und Südkorea gegen Schweden – es blieb sein einziges.
Er nahm fortan noch an den Endrundenturnieren 2004 in Portugal und 2006 in Deutschland teil und obwohl er 2006 hinter John Terry und Rio Ferdinand über die Rolle des Ersatzmanns nicht mehr hinaus kam, hatte er doch als erster Engländer überhaupt in sechs Endrunden auf dem Feld gestanden. In den Jahren 2002 und 2004 war er zudem Teil der „All-Star-Mannschaft“.
Nach dem Trainerwechsel hin zu Fabio Capello kam Campbell in der englischen Nationalmannschaft nicht mehr zum Zuge. Sein 73. Länderspiel am 21. November 2007 gegen Kroatien (2:3) blieb somit das letzte in seiner Laufbahn.

## Trainerkarriere
Im November 2018 übernahm Campbell als Trainer den abstiegsgefährdeten Viertligisten Macclesfield Town. Mit 14 Punkten aus den letzten 10 Spielen führte er den Klub noch zum Klassenerhalt, in die neue Saison startete der Verein mit einem Heimsieg gegen Leyton Orient und einem Sieg im League Cup beim klassenhöheren Klub FC Blackpool. Am 15. August 2019 gaben der Verein und Campbell „in gegenseitigem Einvernehmen“ ihre Trennung bekannt. Hintergrund sollen ausstehende Gehaltszahlungen und immer größer werdende wirtschaftliche Probleme bei Macclesfield gewesen sein.
Im Oktober 2019 übernahm Campbell den Trainerposten beim abstiegsgefährdeten Drittligisten Southend United. Zum Zeitpunkt der Übernahme hatte der Klub nur fünf Punkte nach 14 Ligaspielen. Zu seinem Trainerstab gehören Hermann Hreiðarsson und Andrew Cole. Bis zur Unterbrechung des Spielbetriebs im März 2020 in Folge der COVID-19-Pandemie hatte er mit dem Team 4 von 23 Spielen gewonnen, mit dem anschließenden Abbruch der Saison stand das Team als Absteiger fest. Ende Juni 2020 wurde der Vertrag Campbells in „gegenseitigem Einvernehmen“ aufgelöst, er wäre noch bis Sommer 2022 gültig gewesen.

## Erfolge
- Englische Meisterschaft: 2001/02, 2003/04
- Englischer Pokal: 2001/02, 2002/03, 2004/05, 2007/08
- Englischer Ligapokal: 1998/99
- FA Community Shield: 2002
- U-18-Europameister: 1993

## Soziales Engagement
Campbell engagiert sich als Botschafter bei Show Racism the Red Card. Zusammen mit Shola Ameobi zeichnete er ein Video-Statement gegen Rassismus und Diskriminierung auf.

## Politisches Engagement
2014 schloss Sol Campbell sich der Conservative Party an. Er tat dies in der Absicht, die Stimme der Schwarzen für die Partei sichern zu können. Er wurde im März 2015 kurzzeitig als Kandidat für die Nachfolge von Malcolm Rifkind als Abgeordneter im Unterhaus ins Gespräch gebracht, lehnte diesen Vorschlag aber ab. Er gab im Juni 2015 jedoch bekannt, dass er beabsichtige, als konservativer Kandidat für das Amt des Oberbürgermeisters von London anzutreten.